# Rogodadi
Rogodadi is een bestuurslaag in het regentschap Kebumen van de provincie Midden-Java, Indonesië. Rogodadi telt 1566 inwoners (volkstelling 2010).